# 正進社
株式会社正進社（せいしんしゃ）は，小中学校用の図書教材の出版および販売を中心とした出版社である。

## 概要
創業者の小林伸によって、1953年に設立される。
多くの小中学校の副教材を出版し、現在では出版図書が全国の中学生一人当たりおよそ3冊使用されている。ほかに塾向けの教材や学力診断問題の出版・販売も行う。近年では教師・生徒向けのデジタル教材の提供にも力を入れている。

## 沿革
- 1953年 小林伸、大曲（現 東京都文京区後楽）に「正進社」を設立。全国の中学校へ直接見本を運び、販売を行う。
- 1958年 麹町（千代田区四番町）に本社移転。1965年頃より中学校への見本配布を代理店を通して行うようになる。
- 1966年 関口（現 文京区関口1-14-12）に本社移転。
- 1967年 高校部門設立。1968年頃、入試科目減などの影響を受け、苦しい時代を迎える。
- 1970年 高校部門が「正高社」として独立する。
- 1979年 東京都文京区関口1-17-8に現在の本社ビルが完成。
- 1980年 伊藤速望、社長就任。
- 1993年 小林伸二、社長就任。
- 1999年 小学校部門を設立。
- 2003年 創立50周年を迎える。物流センターを新設。
- 2022年 金井肇、社長就任。

## 主な出版物
中学校向け
- ワークブック
- テスト
- ドリル
- 資料集
- 歌集

小学校向け
- ワークテスト
- 資料集
- 歌集